# میانجی (فیلم)
میانجی (به بنگالی: Jana Aranya) فیلمی محصول سال ۱۹۷۶ و به کارگردانی ساتیاجیت رای است. در این فیلم بازیگرانی همچون پرادیپ موکرجی، دیپانکار ده، اوتپال دوت، آپارنا سن ایفای نقش کرده‌اند.این فیلم محصول کشور هند می باشد.